# لورن اروین
لورن اروین (انگلیسی: Lauren Ervin؛ زادهٔ ۲۴ مارس ۱۹۸۵) بازیکن بسکتبال اهل ایالات متحده آمریکا است.